# أوزوالد
أوزوالد هو ملك نورثمبريا بين عامي 604 – 642 م، وهو أحد أبناء الملك إثلفريث، وكان قد طرد من البلاد بعد أن حكم إدوين رغم انه كان ابن آخا أخت إدوبن، ويظهر انه أمضى بعض وقته في المنفى في أيونا حيت تعلم فيها مبادئ وتعاليم المسيحية.
في عام 634 هزم وقتل الملك البريطاني كيدوالا في مكان سماه بيد دنيسزبرن هيفنفيلث والتي عرفت مع منطقة سانت أوزوالدز كوكلاو قربر تشولرفورد في نورث ثمبرلاند، وبهذا انتقم لأخيه إينفريث الذي خلف إدوين في برنيسيا ، فوحد اوزوالد ديرا وبرنيسيا مجددا وزاد من مكانة المملكة بنفس المكانة التي كانت عليها أيام إدوين، ويصنفهما بيد كاثنان من الملوك الأنكلوساكسون السبعة العظام، وكان تحالفه القوي مع الكنيسة السلتية هو أهم ما ميز عهده.
في عام 635 أرسل رسالة شيوخ اسكتلندا يطلب فيها إرسال أسقف، وعند وصول أيدان كتلبية لطلبه وضع أوزوالد مجلسه في جزيرة لينديسفارن قرب المدينة الملكية بارنبورو، وكذلك فقد أكمل كاتدرائية القديس بطرس في يورك والتي ابتدأها باولينوس تحت حكم إدوين، وقال بيد أن اوزوالد قد حكم شعوبا ومناطق في بريطانيا تتكلم أربع لغات وهم البريطانيون والبكتيون والاسكتلنديين والإنكليز.
ربما كانت علاقاته مع إدوين هي ما ساعدته في توحيد ديرا وبرنيسيا، وخلال سنوات حكمه الأولى كان داعما لملك الساكسون الغربيين كينغيلز الذي تزوج ابنته، وفي عام 642 هزم وقتل في مكان يدعى مازرفيلد (على الأغلب هو أوزويستري في شروبشاير) عندما تقاتل مع بيندا ملك مرسيا